# Klunîkove, Antrațît
Klunîkove (în ucraineană Клуникове) este un sat în comuna Bobrîkove din raionul Antrațît, regiunea Luhansk, Ucraina.

## Demografie
Componența lingvistică a localității Klunîkove
     Ucraineană (88,81%)
     Rusă (10,49%)
Conform recensământului din 2001, majoritatea populației localității Klunîkove era vorbitoare de ucraineană (88,81%), existând în minoritate și vorbitori de rusă (10,49%).